# Urzicuța
Urzicuța est une commune roumaine située dans le județ de Dolj.